# Ford Territory (Chine)

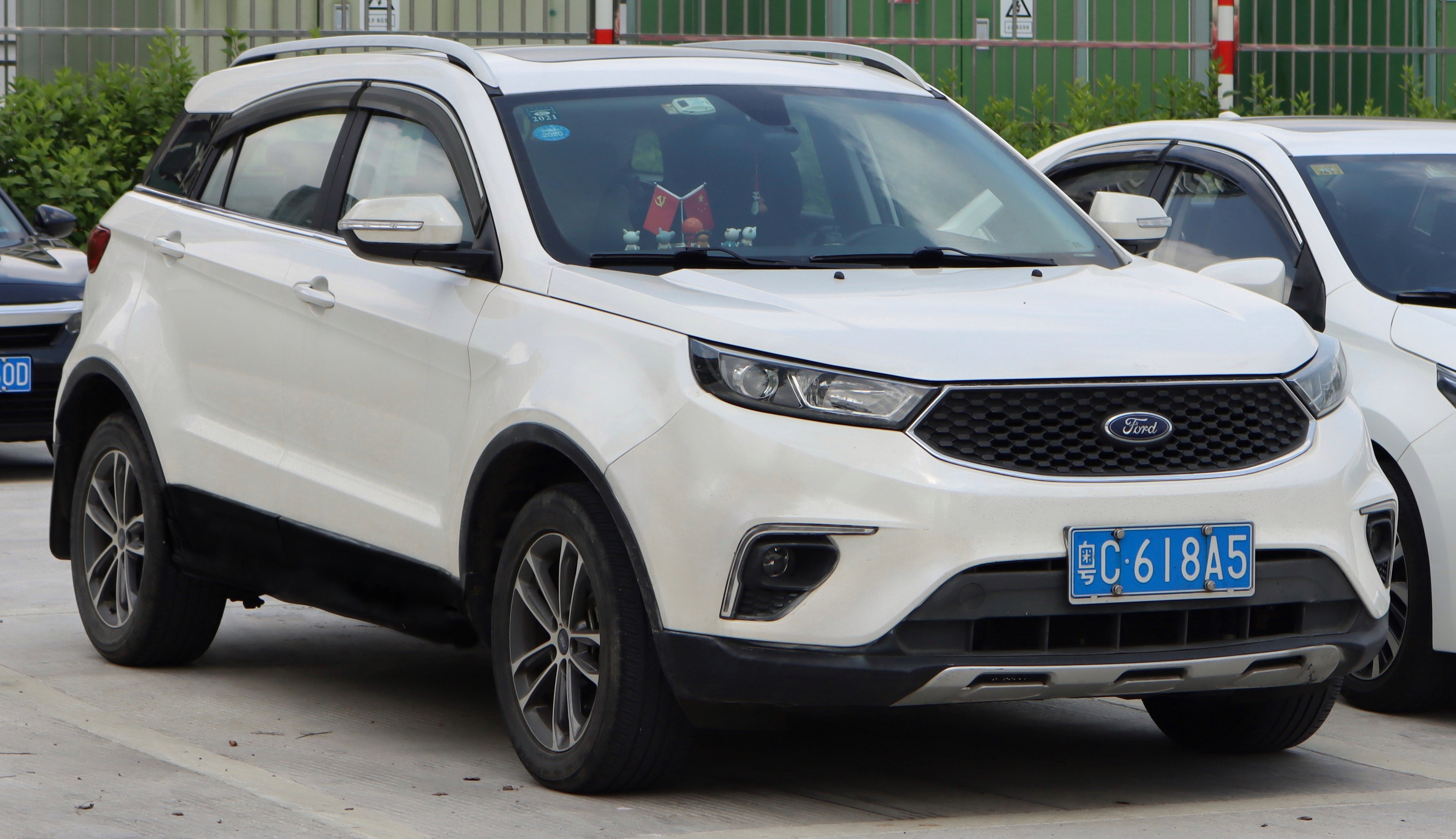
JMC-Ford Territory 2018

Cet article concerne le SUV Ford fabriqué en Chine. Pour le SUV Ford fabriqué en Australie, voir Ford Territory.
Le Ford Territory est une automobile crossover compact construit par la coentreprise JMC-Ford et il a été présenté lors du salon de l'auto de Chengdu 2018 en septembre 2018. Bien qu'il utilise le même nom que le précédent crossover Ford Territory du marché australien, il n'y a aucune relation entre les deux modèles,. Il est basé sur le Yusheng S330 développé par JMC et qui a été introduit pour le marché chinois en 2016. Le Territory a été mis en vente début 2019, Ford Chine le classant comme un SUV compact d'entrée de gamme entre les gammes actuelles de produits SUV, les Ford EcoSport et Ford Kuga. Le Territory est exporté dans toute l'Amérique du Sud et les marchés d'Asie du Sud-Est avec conduite à gauche.

## Histoire
Au Brésil, la pré-vente du Territory a débuté le 7 août 2020, le même jour que le lancement numérique du SUV compact en Argentine. Il a atteint les concessionnaires Ford brésiliens en septembre. Le 14 août 2020, le Ford Territory a fait ses débuts sur le marché philippin,. Le Territory a également été lancé au Laos en décembre 2020.
Au Chili, la pré-vente du Territory a commencé dans la seconde quinzaine d'août 2020, les livraisons arriveront d'ici la mi-septembre. Le Territory a été mis en vente au Vietnam le 11 avril 2021.

## Développement
Le Ford Territory est assemblé dans l'usine JMC Ford de Nanchang, en Chine,. JMC Ford présentera également le Ford Territory EV-Version au public à la mi-2019. Bien qu'il ne soit pas proposé sur le marché australien, Ford Australie a participé à la conception et au développement du nouveau Territory. La conduite, la tenue de route, le bruit, les vibrations et la dureté ont été réglés sur les terrains d'essai de Ford à Geelong en Australie et à Nanjing, en Chine.
Le Ford Territory a été légèrement rafraîchi au début de 2020 avant son introduction sur les marchés d'exportation. Les modifications apportées au Territory comprennent une calandre noire brillante avec un nouveau motif et des feux arrière à LED redessinés.
Le Territory est propulsé par un moteur EcoBoost 145 de 1,5 litre basé sur le moteur essence JX4G15 développé par JMC et AVL. Ford Europe a également contribué au développement du groupe motopropulseur. Ce moteur est doté d'un cycle de Miller et il produit 138 ch (140 PS; 103 kW) et 225 N⋅m (22,9 kg⋅m; 166 lb⋅ft) de couple.
En Argentine, aux Philippines, au Cambodge, au Laos, au Chili et au Vietnam, Le moteur turbo de 1.5 L du Territory est évalué à 141 ch (143 PS; 105 kW) et 225 N⋅m (22,9 kg⋅m; 166 lb⋅ft) de couple,,,, alors qu'au Brésil, il est évalué à 148 ch (150 PS; 110 kW) et 225 N⋅m (22,9 kg⋅m; 166 lb⋅ft) de couple. Une version hybride douce de 48V est disponible en Chine.

## Rappels de sécurité
Le 19 février 2021, Ford Philippines a émis un rappel sur le Territory en raison d'un capteur de batterie électrique défectueux ou d'un support EBS ainsi que du faisceau de câbles attaché au support défectueux.

## Ventes
| Année | Chine  | Philippines | Brésil |
| ----- | ------ | ----------- | ------ |
| 2019  | 31,024 |             |        |
| 2020  | 47,893 | 1,925       | 1,512  |